# P-6 (Seezielflugkörper)
Der P-6 (russisch П-6) ist ein Seezielflugkörper der in der Sowjetunion entwickelt wurde. Es entstanden verschiedene Ausführungen die ab U-Booten, Kriegsschiffen, Lastkraftwagen sowie aus Bunkern gestartet werden können. Im GRAU-Index tragen die Flugkörper den Systemindex 4K44, 4K48 und 4K88. Die NATO-Codenamen lauten SS-N-3A Shaddock, SS-N-3B Shaddock und SS-C-1B Sepal.

## Entwicklung
Am 17. August 1956 erteilte das Zentralkomitee der KpdSU dem OKB-52 Tschelomei den Auftrag, auf der Basis des P-5-Marschflugkörpers einen Seezielflugkörper zu entwickeln. Dieser sollte ab U-Booten und Kriegsschiffen gegen große Schiffe wie Flugzeugträger und Kreuzer jenseits des Radarhorizontes einsetzbar sein. Daraufhin entstand im OKB-52 der P-6-Lenkflugkörper für den Start ab U-Booten sowie der Flugkörper P-35 für den Start ab Schiffen. Die erste Testphase mit dem P-6 Flugkörper fand vom 23. Dezember 1959 bis Juli 1960 auf dem Testgelände Balaklawa bei der Krim statt. Die zweite Phase wurde von Juli bis Dezember 1960 auf dem Marinetestgelände Njonoksa westlich von Sewerodwinsk durchgeführt. Dabei waren die ersten sechs Testflüge Fehlschläge und der Seezielflugkörper musste bis zum Dezember 1962 nachgebessert werden. Vom Juli bis Oktober 1963 erfolgten weitere Testflüge ab einem U-Boot der 675 Echo-Klasse II. Danach wurden P-6-Flugkörper von Oktober bis Dezember 1963 auch ab einem U-Boot der 651 Juliett-Klasse gestartet. Am 24. Juni 1964 wurde das 4K48-Raketensystem mit dem P-6-Seezielflugkörper offiziell in die Bewaffnung der sowjetischen Marine aufgenommen. Der NATO-Codename lautete SS-N-3A Shaddock. Anfang der 1970er-Jahre arbeitete man an der Ausführung P-6D über den nichts weiteres bekannt ist.
Der erste Teststart der schiffsbasierte Ausführung P-35 erfolgte auf dem Testgelände Kapustin Jar am 21. Oktober 1959. Danach wurden vom 27. Juli 1960 bis 1962 auf dem Kaspischen Meer, ab dem Mehrzweckschiff OS-15 Ilet Testflüge durchgeführt. Ende 1962 wurde das 4K44-Raketensystem mit dem P-35-Seezielflugkörper offiziell in die Bewaffnung der sowjetischen Marine aufgenommen. Von der NATO bekam er den Codenamen SS-N-3B Shaddock. Basierend auf dem P-35-Entwurf entstand Mitte der 1960er-Jahre der Seezielflugkörper P-500 Basalt.

## Technik
Die P-6 und P-35 sind Seezielflugkörper für den Einsatz ab U-Booten und Schiffen, die in einer sekundären Rolle auch gegen Landziele eingesetzt werden können. Weiter existieren die landbasierten Ausführungen 4K44 Utjos und 4K44B Redut zur Küstenverteidigung. Die startbereiten Lenkflugkörper sind in zylinderförmigen Transport- und Startbehälter untergebracht und werden aus diesen gestartet. Diese wasserdichten Behälter sind mit Stickstoff befüllt haben eine Länge von rund 12 m sowie einen Innendurchmesser von 1,65 m. Für den Flugkörperstart wird der Behälter in der Vertikalen in einem Winkel von 14–20° angestellt. Auf den U-Booten sind die Lenkflugkörper in Behältern vom Typ SM-49 oder SM-77 außerhalb des Druckkörpers untergebracht. Auf den Kreuzern der 58 Kynda-Klasse Klasse sind die Lenkflugkörper in SM-70 und auf den Kreuzern der 1134 Kresta-I-Klasse in KT-35-Berhältern untergebracht.
Die aerodynamische Auslegung der P-6/P-35-Seezielflugkörper entsprechen der eines Flugzeuges. Der Rumpf ist aus Duraluminium und Stahl gefertigt. Etwa auf halber Rumpflänge sind zwei Tragflächen mit einer Pfeilung 27° montiert. Diese Flächen sind, während sich der Lenkflugkörper in dem Transport- und Startbehälter befindet, an den Rumpf angelegt. Sie entfalten sich mit einem Hydraulikantrieb unmittelbar nach dem Start. An jeder Tragfläche befindet sich ein Höhenruder. Im Bereich der Tragflächen ist unten am Rumpf der Lufteinlass platziert. Am Heck sind oben zwei kleine Stabilisierungsflächen angebracht. Unten am Heck ist das faltbare Leitwerk montiert. Weiter sind dort zwei Feststoffbooster für den Flugkörperstart angebracht. Während dem Marschflug wird der Flugkörper von einem Turbojet-Triebwerk angetrieben. Als Kraftstoff wurde T-1-Kerosin verwendet. Als Gefechtskopf wurde der 4G48-Hohlladungsgefechtskopf mit 930 kg Gewicht oder ein Nukleargefechtskopf mit einer Sprengleistung von 20 kT verwendet.
Überwasserziele werden mit ELINT, Sonar oder Radar vom U-Boot bzw. der Schiffe ermittelt. Um die P-6 und P-35 gegen weit entfernte Ziele starten zu können, wurde für die sowjetische Marine das MRSC-1 Uspech-System entwickelt. Mit diesem können die Seefernaufklärer Tu-16R „Badger-E“ und Tu-95R „Bear-D“ sowie später der Hubschrauber Ka-25Ts „Hormone-B“ über das Kobalt-Datenlink, Zielinformationen an das U-Boot oder Schiff senden.

## Varianten

### 4K48 / 4K88 / P-6
Der P-6-Seezielflugkörper wird von U-Booten gestartet. Die Flugkörperzelle wurde abgesehen vom Lufteinlass, mit kleineren Anpassungen von dem P-5-Marschflugkörper übernommen. Der P-6-Flugkörper hatte eine Länge von 10,90 m und eine Spannweite von 2,5 m. Das Startgewicht mit den Feststoffboostern am Heck betrug 5.670 kg und ohne Booster 4.500 kg. Gesteuert wurde der P-6-Flugkörper von dem Antey-Steuersystem. Dieses bestand aus einem Inertialen Navigationssystem, einem Radar-Altimeter, einem aktiven Radarsuchkopf sowie einem 2-Weg-Datenlink. Angetrieben wurde der Flugkörper von einem RD-9B (4D48)-Turbojet mit einem Schub von 32,3 kN. Für den Start wurden zwei 4LZh8-Feststoffbooster am Heck gezündet. Diese entwickelten für zwei Sekunden eine Schub von 392,3 kN. Danach waren sie ausgebrannt und wurden abgeworfen. Die Lenkflugkörper waren in Behältern vom Typ SM-49 oder SM-77 außerhalb des Druckkörpers untergebracht.
Die Startvorbereitungen dauerten rund 15 Minuten. Für den Lenkflugkörper-Start musste das U-Boot auftauchen. Nach dem Auftauchen benötigte das U-Boot rund drei Minuten für die letzten Startvorbereitungen. Dabei wurde an der Turmfront des U-Bootes die Radarantenne für das Argument-Feuerleitradar aufgeklappt. Dieses Radar trug den NATO-Codenamen Front Door A/Front Piece. Weiter wurden die Transport- und Startbehälter in der Vertikalen in einem Winkel von 15° angestellt und geöffnet. Der Start konnte bei 8–14 Knoten Fahrt sowie einem Seegang bis Stärke 4–5 erfolgen. Ein U-Boot konnte in kurzer Folge eine Salve von vier P-6-Flugkörper abfeuern. Eine zweite Salve mit vier weiteren Flugkörpern konnte 12–20 Minuten später gestartet werden. Nach dem Start stiegen die P-6-Flugkörper auf eine Höhe von 4.500–7.500 m und flogen auf dieser Höhe in Richtung Ziel. Dabei wurden die Flugkörper mit dem Argument-Feuerleitradar verfolgt. Die Fluggeschwindigkeit betrug 420–450 m/s (Mach 1,2–1,3). Nach einer Flugstrecke von 175–200 km wurden die flugkörpereigenen Radarsuchköpfe aktiviert. Diese arbeiteten auf einer Frequenz von 8–10 GHz. Die Radardaten wurden über ein Datenlink, als Videosignal an das U-Boot gesendet. Dort wurde von vier Operateuren den Flugkörpern Ziele zugewiesen. Dies geschah über das Datenlink des Argument-Feuerleitradars. Bei sehr großen Schussdistanzen konnte den Flugkörpern auch über das Kobalt-Datenlink des Uspech-Systems Ziele zugewiesen werden. Dabei fungierten die Seefernaufklärer als Funkrelaisstation. Nach der Zielzuweisung verfolgten die Lenkflugkörper ihre Ziele selbstständig und die Datenlink-Verbindung wurde nicht mehr benötigt. In 80–100 km Entfernung vom Ziel sanken die P-6 in einem Winkel von 20° auf eine Flughöhe von 100–120 m. Für die letzten 20 km sanken die Flugkörper bis auf wenige Meter über Meer. Im optimalen Fall schlugen die Flugkörper in die Bordwand der Schiffe ein, wo die Gefechtsköpfe detonierten. Das U-Boot musste, bis es allen vier P-6-Lenkflugkörpern einer Salve die Ziele zugewiesen hatte, an der Meeresoberfläche bleiben. Dies konnte bei der maximalen Schussdistanz von 350–380 km bis zu 20 Minuten dauern, was das U-Boot in dieser Zeit sehr verwundbar machte. Auf eine Distanz von rund 110 km konnte der P-6 auch nach dem Fire-and-Forget-Prinzip eingesetzt werden. Dabei flog der Flugkörper in einer Höhe von 100 m zum Ziel.
Zwischen 1959 bis 1965 entwickelte die sowjetische Marine das Molnija-Troposphären-Funksystem, welches als Datenlink für die P-6-Flugkörper genutzt werden konnte. Dabei wurden auch die Flugkörper modernisiert und in P-6M umbenannt. Die P-6M wurden auf den U-Booten der 651 Juliett-Klasse und 675 Echo-II-Klasse installiert.
Das System 4K48 mit den P-6-Seezielflugkörpern befand sich auf den U-Booten der 651 Juliett-Klasse (vier Flugkörper) und 675 Echo-II-Klasse (acht Flugkörper) im Einsatz. Ab den späten 1970er-Jahren wurden die P-6 durch die P-500 Basalt ersetzt.

### 4K44 / P-35

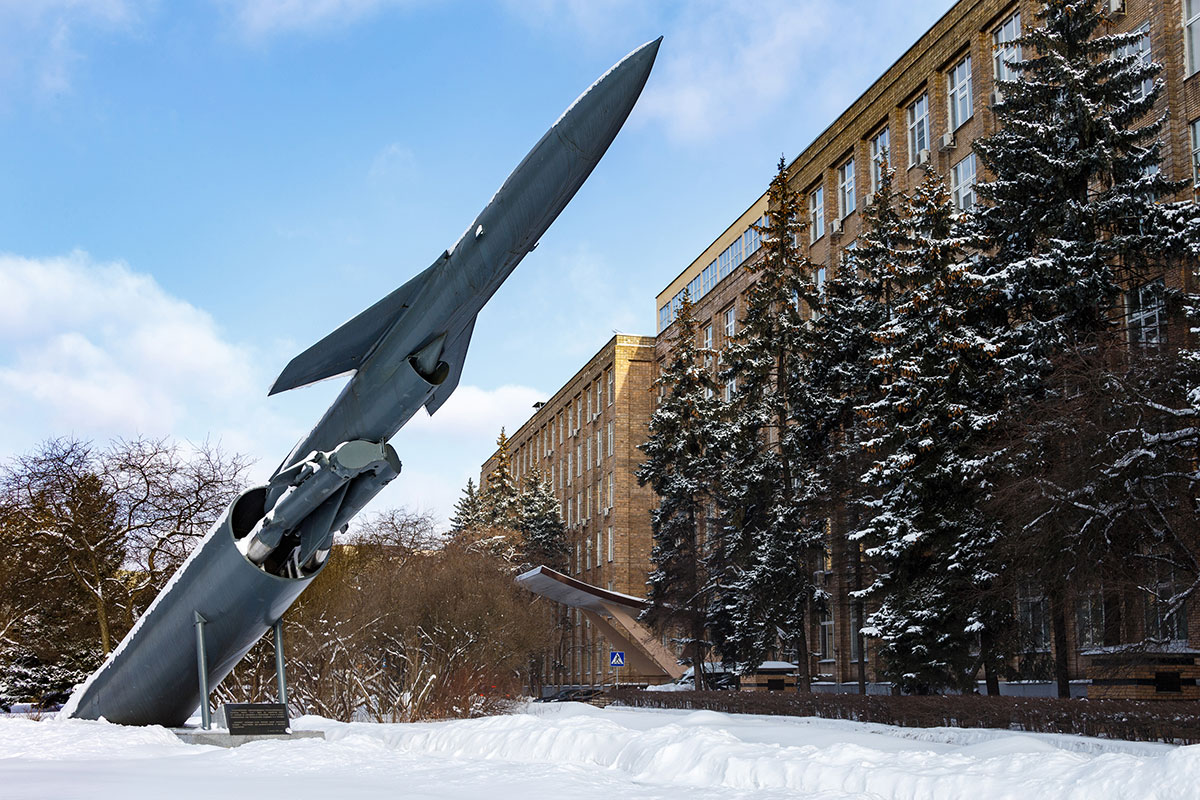
P-35 auf dem Gelände von NPO Maschinostrojenija

Der P-35 wird von Schiffen gestartet und ähnelt seinem u-Boot-basierten Pendant P-6. Der P-35-Seezielflugkörper trägt weiter die Bezeichnung 3M44. Er hatte eine Länge von 9,80 m und eine Spannweite von 2,67 m. Das Leergewicht lag bei 2.330 kg. Das Startgewicht mit den Feststoffboostern am Heck beträgt 5.300 kg und ohne Booster 4.035 kg. Gesteuert wurde der P-35-Flugkörper von dem APLI-1-Steuersystem. Dieses bestand aus einem Inertialen Navigationssystem, einem TW-6WM-Radar-Altimeter, dem aktiven Radarsuchkopf sowie einem 2-Weg-Datenlink. Angetrieben wurde der Flugkörper von einem KR7-300-Turbojet mit 31,4 kN Schubkraft. Am Lufteinlass war ein Diffusor angebracht. Für den Start wurden zwei 4LZh8-Feststoffbooster am Heck gezündet. Diese entwickelten für zwei Sekunden eine Schub von 392,3 kN. Danach waren sie ausgebrannt und wurden abgeworfen. Die Lenkflugkörper waren in Transport- und Startbehältern auf Startern vom Typ SM-70 oder KT-35 auf dem Schiffsdeck untergebracht. Der SM-70-Starter konnte in der Horizontalen um 180° gedreht und in der Vertikalen 15° angestellt werden. Der KT-35-Starter konnte nur in der Vertikalen 20° angestellt werden.
Wie beim P-6 wurde auch beim P-35 das Aufklärungs- und Zielsystem Uspech verwendet. Überwasserziele wurden mit ELINT oder Radar vom Schiff ermittelt. Weiter konnten mit dem Uspech-System die Seefernaufklärer Tu-16R „Badger-E“ und Tu-95R „Bear-D“ sowie der Hubschrauber Ka-25Ts „Hormone-B“ mit dem Kobalt-Datenlink Zielinformationen an das Schiff senden. Die Startvorbereitungen dauerten rund 6–7 Minuten. Dabei wurden die Transport- und Startbehälter in der Vertikalen in einem Winkel von 15° angestellt und geöffnet. Weiter wurde das Binom-Feuerleitradar auf dem Schiff aktiviert. Dieses Radar trug den NATO-Codenamen Scoop Pair und arbeitete im L-Band. Es war vorgesehen, aus einem Werfer eine Salve mit vier Raketen im Abstand von 15 Sekunden oder eine Salve mit zwei Raketen im Abstand von fünf Sekunden zu Starten. Nach dem Start stiegen die P-35-Flugkörper auf eine Flughöhe von 100 m (für kurze Schussdistanzen nach dem Fire-and-Forget-Prinzip), 4.000 m (für mittlere Schussdistanzen) oder 7.000 m (für große Schussdistanzen). Das Funktionsprinzip und die Einsatzenveloppe entsprechen dem P-6-Flugkörper. Die Fluggeschwindigkeit beträgt 480–515 m/s (Mach 1,4–1,5) und die maximale Reichweite liegt bei 460 km. Daneben kann die P-35 auch gegen Küstenziele eingesetzt werden. Dabei wird am Feuerleitsystem vom Modus „M“ (Marine) auf den Modus „B“ (Küste) umgeschaltet. Als Marschflugkörper kann die P-35 gegen stationäre, radarreflektierende Landziele eingesetzt werden. Diese werden mittels Radar an Bord das Schiffes ermittelt. Dabei muss das Ziel über einen entsprechend großem Radarkontrast verfügen. Besonders geeignet dafür sind große oder alleinstehende Gebäude und Brücken. Nachdem das Ziel mittels Radar identifiziert wurde, werden im Bordcomputer der P-35 die Koordinaten programmiert. Nach dem Start fliegt der der Lenkflugkörper mit Hilfe der Trägheitsnavigationsteuerung autonom, in einer Höhe von 7.000 m zum einprogrammierten Ziel. Ab einem bestimmten Punkt steuert der Flugkörper das Ziel im Sturzflug, in einem Winkel von 80° an. Da das Trägheitsnavigationssystem jede Flugminute eine Abweichung von mehreren Metern generiert, beträgt der Streukreisradius (CEP) 500–1.500 m.
Im Jahr 1974 begann man mit der Modernisierung der P-35-Lenkflugkörper. Diese Modernisierung mit der Bezeichnung Progress wurde von NPO Maschinostrojenija durchgeführt. Dabei wurde die Elektronik durch modernere ersetzt und ein neues Bordradar verbaut. Weiter wurde die Resistenz gegenüber Elektronischen Gegenmaßnahmen erhöht sowie der Radarquerschnitt verringert. Weiter wurde das Flugprofil angepasst. In 100 km Entfernung vom Ziel sinken die Progress-Flugkörper in flachem Winkel auf eine Flughöhe von 20–40 m. Die letzten 50 km legen die Flugkörper in einer Flughöhe von wenigen Metern über Meer zurück. Die erste Testphase mit den modifizierten Flugkörpern fand von 1976 bis 1977 auf dem Testgelände Balaklawa bei der Krim statt. Danach erfolgten abschließende Tests auf dem Kreuzer Wize-Admiral Drosd der Nordflotte. Im Jahr 1982 wurden die Progress-Flugkörper auf allen Kreuzern der 58 Kynda-Klasse sowie auf den beiden Kreuzern Admiral Sosulja und Sevastopol der 1134 Kresta-I-Klasse installiert. Weiter wurden die Progress-Flugkörper auch bei den Küstenverteidigungs-Systemen 4K44 Utjos und 4K44B Redut verwendet.
Das System 4K44 mit den P-35-Seezielflugkörpern befand sich auf den Kreuzern der 58 Kynda-Klasse mit 2 × 4 SM-70-Startern (plus 2 × 4 Lenkflugkörper in Reserve) und den Kreuzern der 1134 Kresta-I-Klasse mit 2 × 2 KT-35-Startern. Im Jahr 2002 wurde das letzte Schiff dieser Klassen zusammen mit den P-35-Flugkörpern außer Dienst gestellt.

### 4K44 Utjos
Die 4K44 Utjos ist eine stationäre Ausführung des P-35 zur Küstenverteidigung. Der NATO-Codename lautet SS-C-1B Sepal. Die Entwicklung begann 1965 bei NPO Maschinostrojenija. Der Erste Teststart eines modifizierten P-35B-Lenkflugkörpers erfolgte am 30. Mai 1971. Am 28. April 1973 wurde das Utjos-Raketensystem mit dem P-35B-Seezielflugkörper offiziell in die Bewaffnung der sowjetischen Marine aufgenommen.
Bei einer Fluggeschwindigkeit von 480–515 m/s (Mach 1,4–1,5) beträgt die Reichweite 15–270 km. Mit externer Zielzuweisung von Seefernaufklärungsflugzeugen kann die Reichweite auf 460 km gesteigert werden. Das Utjos-System ist in verbunkerten Stützpunkten verbaut, die vormalig mit S-2 Strela-Seezielflugkörpern ausgestatteten waren. Es existieren zwei Stützpunkte. Der erste, Objekt 100 bezeichnete Stützpunkt befindet sich auf der Krim, südöstlich von Balaklawa. Diese wurde 1973 mit den P-35B-Seezielflugkörpern nachgerüstet. Die beiden Stellungen befinden sich unter Fels. Die unterirdische Infrastruktur umfasst neben zwei Lenkflugkörper-Startern, Unterkünfte, Munitionskavernen, eine Werkstatt sowie eine Feuerleitstelle. Für den Lenkflugkörperstart wird die Stahlabdeckungen der Starter zur Seite gefahren und die Startschienen mit den Lenkflugkörpern hydraulisch an die Oberfläche gehoben. Der zweite, Objekt 101 bezeichnete Stützpunkt befindet sich auf der Insel Kildin östlich der Kola-Bucht. Da in dortigen Tundra keine Felswerke angelegt werden konnten, wurden die beiden Stellungen in Bunkern verbaut. Diese Stellung wurde 1983 mit den P-35B-Seezielflugkörpern nachgerüstet. Nach dem Zerfall der Sowjetunion wurde das Objekt 100 auf der Krim den Ukrainischen Streitkräften übergeben, welche die Stellung 2002 stilllegte. Mit der Annexion der Krim 2014 wurde das Objekt 100 von Russland übernommen und reaktiviert. Das Objekt 101 auf Kildin wurde mit dem Zerfall der Sowjetunion deaktiviert und ab 1995 dem Zerfall überlassen.
Lage der Utjos-Stützpunkte:
- Objekt 100 Stellung 1 ⊙
- Objekt 100 Stellung 2 ⊙
- Objekt 101 Stellung 1 ⊙
- Objekt 101 Stellung 2 ⊙

### 4K44B Redut / P-35B

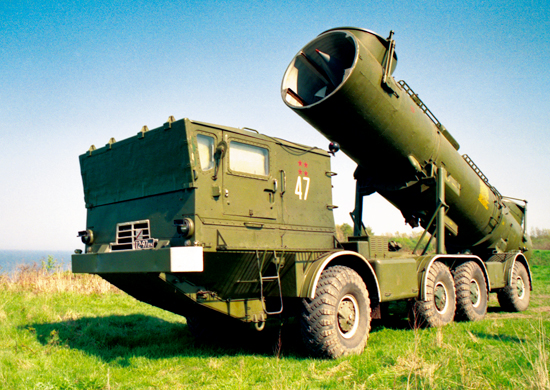
2P30-Startfahrzeug des Redut-Systems

Die 4K44B Redut ist eine mobile Ausführung des P-35 zur Küstenverteidigung. Der NATO-Codename lautet SS-C-1B Sepal. Die Entwicklung bei NPO Maschinostrojenija begann im Mai 1960. Der erste Teststart wurde am 7. September 1963 durchgeführt. Im Jahr 1966 wurde das Redut-Raketensystem mit dem P-35B-Seezielflugkörper offiziell in die Bewaffnung der sowjetischen Marine aufgenommen. Die erste Redut-Batterie war am 1. Dezember 1972 im Baltikum operationell.
Beim Redut-System sind sämtliche Komponenten auf Lastkraftwagen vom Typ BAS-135MB verbaut. Eine Batterie besteht aus bis zu 3–8 Startfahrzeugen für die P-35B-Seezeilflugkörper. Dieses Fahrzeug wird SPU-35B bezeichnet und trägt den GRAU-Index 2P30. Jedes dieser Fahrzeuge ist mit einem Behälter für den P-35B-Seezeilflugkörper beladen und wiegt 18 Tonnen. Jedem dieser Fahrzeuge ist ein Versorgungs-Lkw mit einem Kran sowie einem weiteren Lenkflugkörper zugeteilt. Das Feuerleitradar und das 4R45 Skala-Feuerleitsystem ist auf einem Lkw mit der Bezeichnung 4P43 bzw. 4P45 installiert. Zur Seeraumüberwachung wird das Mys-Suchradar  bzw. Mys-M verwendet. Dieses ist eine abgeänderte Version des MR10-Marineradars und trägt den NATO-Codenamen Sheet Bend. Installiert ist das Radar auf einem zweiachsigen APL-598-Anhänger, der von einem JaAZ-219-Lastkraftwagen gezogen wird. Das Mys-Radar arbeitet mit einer Frequenz von 9,4–9,6 GHz und hat eine Sendeleistung von 150–1.500 kW. Die Radarantenne dreht mit sechs Umdrehungen pro Minute und kann Ziele in einem 360°-Rundkreis auf eine Distanz von bis zu 300 km detektieren. Für Erstellen der Feuerbereitschaft benötigt eine Batterie rund 1,5 Stunden. Der P-35B-Lenkflugkörper erreicht bei einer Fluggeschwindigkeit von 480–515 m/s (Mach 1,4–1,5) eine die Reichweite 25–270 km. Mit externer Zielzuweisung von Seefernaufklärungsflugzeugen kann die Reichweite auf 460 km gesteigert werden.
Ein Redut-Bataillon besteht aus 5–6 Batterien. Drei Bataillone bilden eine Redut-Brigade. Im Jahr 1988 hatte die sowjetischen Marine 19 Redut-Bataillone im Bestand. Bei den Streitkräfte Russlands wurde das System größtenteils durch das K-300 Bastion ersetzt.

### RM-6 / PM-6
Ausgediente P-6-Flugkörper wurden umgebaut, und bis Mitte der 1990er-Jahre als Zieldarstellungsflugkörper (Zieldrohne) zum Training von Flugabwehreinheiten verwendet. Diese Lenkflugkörper in Zusammenarbeit mit Mikojan-Gurewitsch umgebaut und wurden RM-6 und PM-6 bezeichnet.

## Kriegseinsätze
Der erste Kriegseinsatz erfolgte während dem russischen Überfall auf die Ukraine von Seiten der Streitkräfte Russlands. Am 18. Januar 2024 wurde in der Südukraine das Wrack eines 3M44-Lenkflugkörpers gefunden. Der Flugkörper wurde entweder von der ukrainischen Flugabwehr abgeschossen oder war aus aufgrund einer Fehlfunktion abgestürzt. Ob der 3M44-Lenkflugkörper von einem mobilen Redut-System oder von dem stationären Utjos-System (Objekt 100) auf der Krim gestartet worden war, konnte nicht festgestellt werden.

## Sonstiges
Am 28. Dezember 1984 kam ein RM/PM-6-Zieldarstellungsflugkörper der von der Nordflotte gestartet wurde vom Kurs ab, flog über norwegisches Territorium und stürzte in Finnland in den See Inarijärvi. Finnische Frühwarnradars in Rovaniemi und in Kaamanen entdeckten den Flugkörper und zwei Saab 35 „Draken“-Kampfflugzeuge wurden entsandt, konnten aber nichts finden. Einige Tage später fand ein Rentierzüchter Trümmerteile, die er zu einem Grenzschutzposten brachte. Daraufhin erkannten finnische Militäranalysten, dass es sich um Flugkörper-Bauteile handelte. Der Flugkörper hatte sich durch das Eis des Sees gebohrt, so dass die Absturzstelle leicht auszumachen war, worauf die Verteidigungskräfte Finnlands den Flugkörper aus dem See bargen und analysierten. Die wahrscheinliche Ursache für die Kursabweichung war der Verlust des Funkkontakts zwischen dem Bediener und dem Flugkörper.
Am 13. Mai 1991 liegt das U-Boot K-74 der 675 Echo-II-Klasse am Pier in der Ara-Bucht bei Widjajewo (Marinestützpunkt Murmansk). Dort wird das Boot mit P-6-Seezielflugkörpern beladen. Als ein Fähnrich einer der Flugkörper an das Bordnetz des U-Bootes anschließt, zündeten die Feststoffbooster am Flugkörperheck. Der Flugkörper flog aus dem Startcontainer in Richtung des Flottenhauptquartiers. Nach einer kurzen Flugstrecke kollidierte er mit einem Freileitungsmast und stürzte auf einen Exerzierplatz. Der Fähnrich, der sich zum Startzeitpunkt in dem Transport- und Startbehälter befand, kam dabei ums Leben.
Am 24. April 2000 führte die Schwarzmeerflotte eine Übung durch. Im Zuge dieser wurden mit einem Redut-System P-35B-Lenkflugkörper gegen Ponton-Ziele gestartet. Dabei fuhr das ukrainische Frachtschiff Wereschtschagino rund 55 km vor Donuslaw in das gesperrte Übungsgebiet. Der Suchkopf eines Flugkörpers schaltete auf das Schiff auf woraufhin der Flugkörper das Schiff ansteuerte. Der Flugkörper, der Ballast anstelle des Gefechtskopfes trug, schlug in die Bordwand des Schiffes ein, durchschlug den gesamten Schiffsrumpf und flog auf der gegenüberliegenden Seite wieder hinaus. Während des Vorfalls befand sich nahezu die ganze Schiffsbesatzung in der Messe beim Essen, so dass nur ein Matrose leicht verletzt wurde. Nachdem das Schiff den nächsten Hafen angesteuert hatte, war auf der Einschlagseite deutlich der Umriss des P-35B-Flugkörpers ersichtlich.

## Verbreitung und Status
Die auf Wasserfahrzeugen installierten P-6/P-35 wurden nur innerhalb der Sowjetischen Marine bzw. der Russischen Marine verwendet und wurden nicht exportiert. Im Jahr 2002 wurden die letzten P-35 außer Dienst gestellt. Die mobile Ausführung 4K44B Redut zur Küstenverteidigung wurde in folgende Staaten exportiert und befindet sich z. T. noch im Einsatz:
- Angola
- Bulgarien
- Jugoslawien
- Indonesien
- Polen
- Russland
- Syrien
- Ukraine
- Vietnam